# Telecomunicações do Paraná
Telecomunicações do Paraná S/A (TELEPAR) foi a empresa operadora de telefonia do sistema Telebras no estado do Paraná antes do processo de privatização em julho de 1998.

## História

### Criação
Foi criada em 27 de novembro de 1963 com o nome de Companhia de Telecomunicações do Paraná - TELEPAR pelo governador Ney Braga, no mesmo ano em que foi promulgada a Lei Estadual nº 4.707, de 7 de março de 1963, que autorizou ao Poder Executivo Estadual a exploração de serviços de telecomunicações.
Em 1967, a TELEPAR incorporou a Companhia Telefônica Nacional - CTN, e posteriormente outras pequenas companhias telefônicas do interior do Estado, passando a operar em mais de 91% do sistema de telecomunicações do Paraná.

### Integração no sistema Telebras
Em 1972 veio a integrar o sistema Telebras, tendo o nome simplificado para Telecomunicações do Paraná, e em 1975 o controle acionário da TELEPAR foi transferido do Governo do Estado para a Telecomunicações Brasileiras S.A..
Mas a integração total da telefonia do estado em uma única empresa-pólo nunca foi concretizada, pois existiram outras empresas menores no Paraná que se associaram ao sistema Telebras sem incorporação, caso da COTELPA - Companhia Telefônica de Paranaguá, da CPT - Companhia Pontagrossense de Telecomunicações e da SERCOMTEL - Serviço de Comunicações Telefônicas de Londrina. No entanto, apenas em dezembro de 1989 é que foi incorporada a Companhia Pontagrossense de Telecomunicações - CPT, e em fevereiro de 1990 a Companhia Telefônica de Paranaguá - COTELPA. A SERCOMTEL permanece independente até os dias atuais.

### Sistema DDD
O estado do Paraná foi um dos pioneiros na implantação do sistema de Discagem Direta à Distância (DDD) no país. As cidades de Curitiba, Paranaguá e Ponta Grossa se beneficiaram do novo sistema em 1970, mesmo ano que São Paulo, Rio de Janeiro e Porto Alegre, as três primeiras cidades brasileiras que receberam o DDD.

### Privatização
Em 1998 a empresa foi absorvida pela Tele Centro-Sul (Brasil Telecom), que hoje pertence à Oi, enquanto o sistema celular da Telepar foi absorvido pela TIM, passando a ter a marca "Tim Telepar Celular".